# Сан-Росендо
Сан-Росендо (ісп. San Rosendo) - місто в Чилі. Адміністративний центр однойменної комуни. Населення - 3 249 осіб (2002). Місто і комуна входить до складу провінції Біобіо та регіону Біобіо.
Територія комуни – 92,4 км². Чисельність населення – 3737 мешканців (2007). Щільність населення - 40,44 чол./км².

## Розташування
Місто розташоване за 56 км на південний схід від адміністративного центру області — міста Консепсьйон та за 40 км на північний захід від адміністративного центру провінції міста Лос-Анхелес.
Комуна межує:
- на півночі - з комуною Юмбель
- на південному сході - з комуною Лаха
- на заході - з комуною Санта-Хуана
- на північному заході - з комуною Уалькі

## Демографія
Згідно з даними, зібраними під час перепису Національним інститутом статистики, населення комуни становить 3737 осіб, з яких 1811 чоловіків та 1926 жінок.
Населення комуни становить 0,19% від загальної чисельності населення регіону Біобіо. 16,51% належить до сільського населення та 83,49% - міське населення.